# Eudistoma fucatum
Eudistoma fucatum är en sjöpungsart som beskrevs av Monniot 200. Eudistoma fucatum ingår i släktet Eudistoma och familjen Polycitoridae. Inga underarter finns listade i Catalogue of Life.